# Vintermyggor
Vintermyggor (Trichoceridae) är en liten familj i insektsordningen tvåvingar som tillhör underordningen myggor. Det finns omkring 160 beskrivna arter världen över, varav 30 arter är bofasta i Sverige.

## Kännetecken
Vintermyggor är medelstora, slanka myggor som till utseendet kan påminna något om små harkrankar, men vintermyggor är inte närmare besläktade med harkrankar. Vintermyggor har oftast en gråbrun färg. Huvudet är litet med stora fasettögon och de har även punktögon (ocelli). Antennerna och benen är långa och smala. Skenbenet (tibia) har ingen eller bara en mycket liten sporre. Vingarna är stora och långsmala. Det går att skilja harkrankar och vintermyggor åt genom att se på vingarnas ådring, exempelvis är analribban (A2) hos vintermyggor skarp böjd bakåt medan den hos harkrankar är mer rak.

## Levnadssätt
Vintermyggor tillhör de få insekter som huvudsakligen är aktiva som fullbildade insekter under vinterhalvåret. Arter i släktet Trichocera kan påträffas mellan oktober och april, och kan ses svärma bara temperaturen är över fryspunkten. Vissa vintermyggor, som i släktet Diazosma, flyger dock under sommarhalvåret.
Vintermyggornas larver lever i förnaskiktet. Larverna är vitaktiga, saknar ben och har en välutvecklad huvudkapsel.

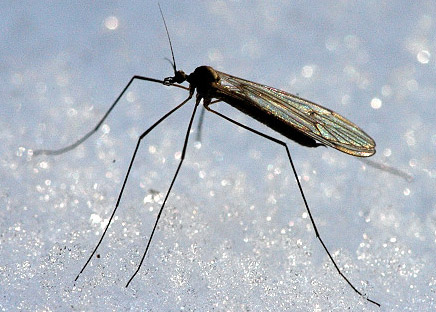
Vintermygga på snö.
En schematisk teckning av vingens ådring hos vintermyggor.